# 渡島小島
渡島小島（日语：／ Oshimakojima */?）是日本北海道松前郡松前町的一個無人島。又稱松前小島（／ Matsuekojima）。面積1.54km²。該島最南端位于北緯41度20分58秒，也是北海道的最南端。

## 外部連結
- 函館開發建設部
- 國土地理院 地圖閱覽システム 2万5千分1地形図名：小島 (南西)[]